# Ayman Sellouf
Ayman Sellouf (Nijmegen, 25 augustus 2001) is een Marokkaans-Nederlands voetballer die doorgaans als aanvaller speelt.

## Carrière

### N.E.C.
Ayman Sellouf begon in de jeugd van RKSV Brakkenstein en speelde sinds 2014 in de jeugd van N.E.C.. Hij scoorde een hattrick in de met 4-0 gewonnen finale om de onder 17 KNVB beker 2017/18 tegen Ajax onder 17. In 2019 tekende Sellouf een profcontract tot medio 2021. Hij debuteerde voor N.E.C. op 19 augustus 2019, in de met 3-3 gelijkgespeelde uitwedstrijd tegen Jong Ajax. Sellouf kwam in de 81e minuut in het veld voor Jellert van Landschoot. In het met 1-7 gewonnen uitduel met Telstar op 7 februari 2020 scoorde Sellouf als invaller zijn eerste goal voor de club. Op 23 mei promoveerde Sellouf met N.E.C. naar de Eredivisie, door in de finale van de play-offs NAC Breda met 1-2 te verslaan. Hierna liep zijn contract af.

### Jong FC Utrecht
Op 6 augustus 2021 werd bekend dat Sellouf zich voor twee seizoenen had verbonden aan FC Utrecht waar hij aansloot bij Jong FC Utrecht. Hij kwam tot 24 wedstrijden in de Eerste divisie waarin hij tweemaal scoorde. Op 30 augustus 2022 werd zijn contract ontbonden.

### Canada
In januari 2023 sloot Sellouf voor het seizoen 2023 aan bij het Canadese Pacific FC uitkomend in de Canadian Premier League. Daar was hij in zijn eerste seizoen goed voor zeven goals en negen assists. In augustus 2024 werd hij tot het einde van het kalenderjaar verhuurd aan Vancouver FC in een ruil met Moses Dyer. Hierna liep zijn contract af.

### FK Kroemovgrad
Op 23 februari 2025 tekende hij een contract bij het Bulgaarse FK Kroemovgrad, uitkomend in de Parva Liga.

## Statistieken
| Seizoen                        | Club                | Competitie     | Competitie | Competitie | Beker | Beker | Overig | Overig | Totaal | Totaal |
| Seizoen                        | Club                | Competitie     | Wed.       | Dlp.       | Wed.  | Dlp.  | Wed.   | Dlp.   | Wed.   | Dlp.   |
| ------------------------------ | ------------------- | -------------- | ---------- | ---------- | ----- | ----- | ------ | ------ | ------ | ------ |
| 2019/20                        | N.E.C.              | Eerste divisie | 8          | 1          | 1     | 0     | 0      | 0      | 9      | 1      |
| 2020/21                        | N.E.C.              | Eerste divisie | 16         | 2          | 1     | 0     | 0      | 0      | 17     | 2      |
| 2021/22                        | Jong FC Utrecht     | Eerste divisie | 24         | 2          | –     | –     | –      | –      | 24     | 2      |
| 2022/23                        | Jong FC Utrecht     | Eerste divisie | 0          | 0          | –     | –     | –      | –      | 0      | 0      |
| 2023                           | Pacific FC          | CPL            | 26         | 7          | 3     | 0     | 3      | 0      | 32     | 7      |
| 2024                           | Pacific FC          | CPL            | 10         | 3          | 3     | 1     | 0      | 0      | 13     | 4      |
| 2024                           | Vancouver FC (huur) | CPL            | 10         | 1          | 0     | 0     | 0      | 0      | 10     | 1      |
| Carrièretotaal                 | Carrièretotaal      | Carrièretotaal | 94         | 16         | 8     | 1     | 3      | 0      | 105    | 17     |
| Bijgewerkt op 12 februari 2025 |                     |                |            |            |       |       |        |        |        |        |